# Gyrodactylus salaris
Gyrodactylus salarisとは、ギロダクチルス属（Gyrodactylus）に属する、淡水に住む寄生虫の1種である。タイセイヨウサケなどの体表に寄生する。親の身体の中に、子供の身体を形成するという生態も有する。

## 生態

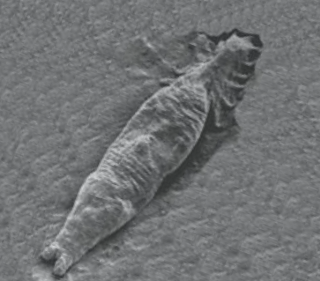
Gyrodactylus salarisの写真。小さ過ぎてヒトが肉眼で見る事は困難だが、ルーペで充分に観察が可能である。

Gyrodactylus salarisは、淡水に住む寄生虫であり、淡水中で魚類の体表部に寄生する。しかしながら、Gyrodactylus salarisは海水中でも18時間程度ならば、生存できる。
俗にGyrodactylus salarisは「サケに寄生する吸虫」として知られる。なお、Gyrodactylus salarisはニジマスなどにも寄生する。Gyrodactylus salarisが魚に寄生した際には、魚の体表に貼り付いてプロテアーゼを分泌し、魚の体表を溶解させる。そして、溶かした魚の体表を、吸い込んで食べて栄養を得る。
なおGyrodactylus salarisは、親の体内に子供を作り出す、まるで「胎生」のような子供の作り方をする。親の体内から子供が「産まれる時」までには、子供の大きさは、親の大きさに匹敵し、その時すでに子供の体内に次の世代が、子供の体内で育っている。要するに、親の体内に子供がいて、体内にいる子供の中に孫がいる状態で、子供は親の体内から出てゆくのである。

## 形態
Gyrodactylus salarisの体長は、約0.5 mmである。小さ過ぎて、ヒトが肉眼で観察する事は難しいものの、ルーペで充分に観察可能である。Gyrodactylus salarisは、宿主の魚類に貼り付くために特化した器官を持ち、それは16個の鉤を有する。

## 宿主の魚類への影響

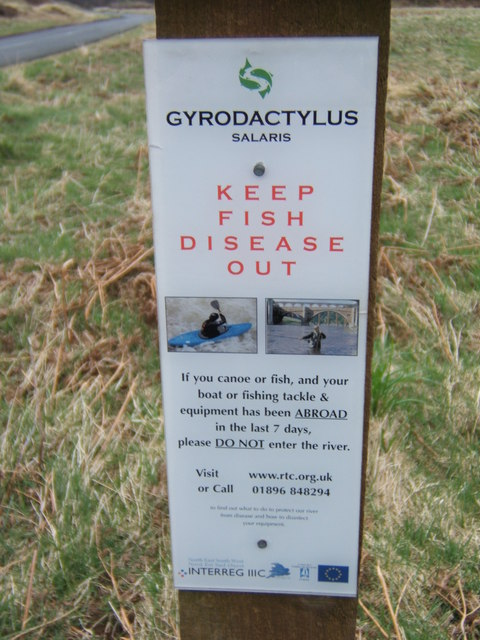
スコットランドのGyrodactylus salarisに関する看板。

魚類に貼り付いたGyrodactylus salarisは、消化酵素を分泌して魚の体表を食べ、さらに、その魚の体表を移動して回るために、魚の体表は広範囲に傷付いてゆく。したがって、酷い場合には魚は死亡する。その上、周囲にいる他の魚へ移動する事も可能である。
このため、Gyrodactylus salarisが寄生した結果、ノルウェイのフィヨルド周辺などでは、タイセイヨウサケの個体数の減少が引き起こされている。21世紀初頭において、漁業被害が出るので、Gyrodactylus salarisの生息域を広るなと呼び掛けられている。

## 歴史
Gyrodactylus salarisの存在が初めて報告されたのは、1952年であった。地域はバルト海沿岸の河川で、タイセイヨウサケに寄生していた。その後、バルト海からは隔たった地域でも報告された。
ただ当初、Gyrodactylus salarisは宿主の魚類に病気を引き起こさないと考えられていた。何しろ、タイセイヨウサケは河川から海に出てゆく上に、Gyrodactylus salarisには多少の時間ならば海水中でも生存できるものの、基本的には淡水でしか生きられない。しかし、1970年代にヒトによってノルウェイにGyrodactylus salarisが持ち込まれた結果、破局的なタイセイヨウサケの減少が発生した。このように、実際は病気を引き起こすと判明した。1983年には国際獣疫事務局に報告すべき病気体の1つとして、Gyrodactylus salarisが指定された。ただ、その後も感染拡大は抑えられず、持ち込まれたGyrodactylus salarisによって、21世紀最初の年である2001年までには、ノルウェイの41本の河川において、事実上、タイセイヨウサケが絶滅状態に至った。

## 防除
そもそもゲームフィッシングなどで、勝手にヒトが他の場所に住んでいた魚を、放流した結果、同時にGyrodactylus salarisまで持ち込んでしまった歴史が有るように、Gyrodactylus salarisの生息域を人為的に広げない事が求められる。
一応、ギロダクチルス属の寄生虫を殺す作用を有するロテノンを河川に投入する方法は知られる。また、その他の方法も試みられている。しかしながら、結局、2001年までには、ノルウェイの41本の河川において、事実上、タイセイヨウサケが絶滅状態に至ったように、上手くいっていない。